# Deutsche Grammophon
Deutsche Grammophon GmbH («До́йче Граммофо́н-Гезе́льшафт») — немецкий бренд звукозаписи классической музыки. Компания хорошо известна своими высокими стандартами качества звукозаписи. В настоящее время во многом также формирует и спрос любителей классической музыки на тех или иных исполнителей и композиторов.

## История
Предприятие Deutsche Grammophon было основано в 1898 году американцем Эмилем Берлинером как немецкое отделение его фирмы Berliner Gramophone. Берлинер родился в Германии и позднее эмигрировал, поэтому штаб-квартира компании была размещена в Ганновере, его родном городе.
В 1937 году, после финансовых затруднений, компания Deutsche Grammophon AG была преобразована в Deutsche Grammophon GmbH, при совместном финансировании Deutsche Bank и Telefunken Gesellschaft.
В 1941 году, в рамках «Соглашения Telefunken Gesellschaft» компания Deutsche Grammophon GmbH оказалась в полной собственности компании Siemens & Halske AG.
Во время второй мировой войны компания понесла существенный урон. Была сильно повреждена фабрика в Ганновере, а офис и звукозаписывающия студия в Берлине разрушены.
В 1962 году компании Siemens и Philips объединили свои активы в области звукозаписи, сформировав новую компанию DGG/PPI; однако Deutsche Grammophon сохранил единоличный контроль над собственными активами и каталогом.
Реструктуризация группы DGG/PPI в 1971 году привела к созданию компании PolyGram, с штаб-квартирой в Барне и Гамбурге.
Взлёт Deutsche Grammophon был связан с тем, что эта фирма рискнула ввести на массовый рынок компакт-диски. Дебютным диском классической музыки была запись Берлинского филармонического оркестра под управлением Герберта фон Караяна, выпущенная в 1983 году.
В конце 1984 года концерн Siemens продал 40 % акций PolyGram International компании Philips, оставшиеся 10 % были выкуплены в 1987 году.